# Poecilia maylandi
Poecilia maylandi és un peix de la família dels pecílids i de l'ordre dels ciprinodontiformes.

## Morfologia
Els mascles poden assolir els 9,5 cm de longitud total i les femelles els 11.

## Distribució geogràfica
Es troba a Nord-amèrica: Mèxic.